# Valdepeñas de Jaén
Valdepeñas de Jaén es una localidad y municipio español de la provincia de Jaén, en la comunidad autónoma de Andalucía. El término municipal, ubicado en la comarca de la Sierra Sur, tiene una población de 3556 habitantes (INE 2024).

## Geografía
El municipio pertenece a la comarca de la Sierra Sur y está situado en el suroeste de la provincia de Jaén. Su extensión superficial es de 183 km². La localidad se encuentra situada a una altitud de 920 m y a 31 km de la capital de provincia, Jaén. De gran masa forestal, al emplazarse en el interior de las sierras subbéticas, delimita al norte con la sierra de la Pandera y al sur con la sierra de Alta Coloma. Dispone, asimismo, de magníficos encinares adehesados.  La sierra de la Morenilla se encuentra al sur de Valdepeñas de Jaén, desde donde se pueden contemplar pueblos vecinos como Martos y Alcalá la Real.
| Noroeste: Fuensanta de Martos                             | Norte: Los Villares | Noreste: Jaén y Campillo de Arenas    |
| Oeste: Fuensanta de Martos , Martos , Castillo de Locubín |                     | Este: Campillo de Arenas              |
| Suroeste: Alcalá la Real y Frailes                        | Sur: Frailes        | Sureste: Campillo de Arenas y Noalejo |

## Historia
La ciudad de Valdepeñas de Jaén fue fundada en 1539, como una nueva población, dentro del proyecto de colonización y repoblación de las sierras de Jaén emprendido en 1508, tras la normalización y definitiva integración del reino de Granada. Desde 1539 fue trazándose y construyéndose el urbanismo de la naciente población, según los principios urbanísticos renacentistas. Destacando aún hoy la traza de sus calles, en forma de damero.

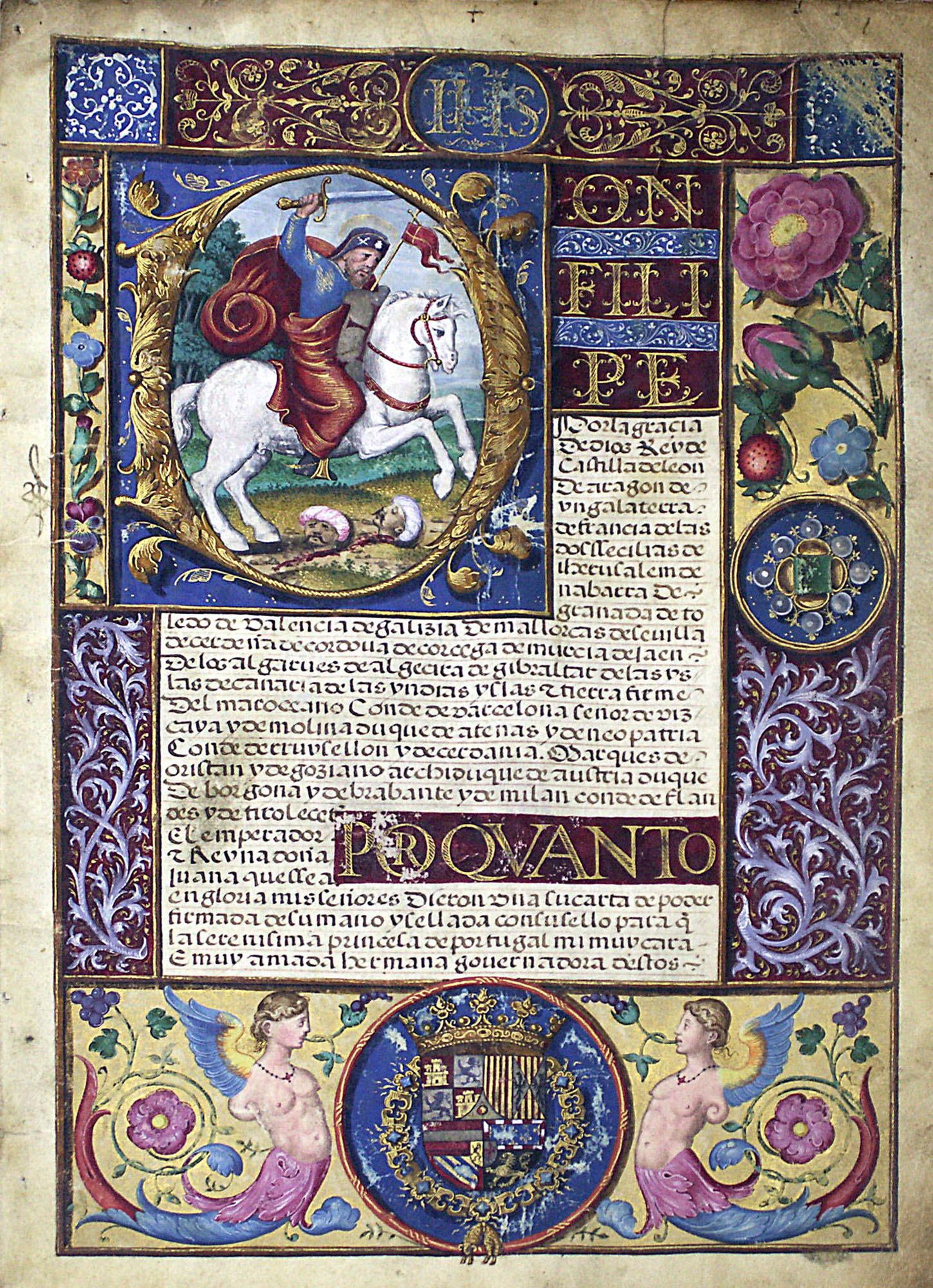
Portada de la Real Ejecutoria otorgada por Felipe II donde se concede a Valdepeñas de Jaén el título de Villa, 1558. Archivo Municipal de Valdepeñas de Jaén

Hacia 1550 la población estaba constituida plenamente, aunque como lugar dependiente de la jurisdicción de Jaén. La pujanza e incipiente actividad económica y social del lugar de Valdepeñas originó la petición hecha al rey Felipe II, por parte del Cabildo municipal, de la concesión de jurisdicción propia, como villa dentro del reino de Castilla en 1558.
En 1629, reinando Felipe IV, el señorío jurisdiccional de Valdepeñas fue vendido al Marquesado de los Trujillos, cuyo titular era Antonio Álvarez de Bohorques, alférez mayor de la ciudad de Granada, que la vendió a su vez a Dalmau de Queralt, conde de Santa Coloma,a quien pasó en 1643. Durante todo el siglo XVII el Cabildo municipal pleiteó sobre estas ventas, ya que no reconocía la jurisdicción señorial y el nombramiento de determinados cargos municipales por parte de los "Señores de Valdepeñas", cuestión que quedó resuelta a favor del Cabildo municipal en 1785.
Hasta la reforma de la nomenclatura municipal de 1916 el municipio se llamaba simplemente Valdepeñas. En dicha fecha su nombre fue modificado por el de Valdepeñas de Jaén. En 1917, el rey Alfonso XIII concedió a la hasta entonces villa el título de ciudad.
Desde el siglo XVI existe en Valdepeñas de Jaén una gran devoción en torno al Cristo de Chircales, que es la principal de las devociones religiosas de la ciudad, y en su honor se celebran la feria y fiestas locales, desde el 1 al 5 de septiembre, de cada año.[cita requerida] El primer domingo de mayo se celebra desde 1940 una romería en el lugar de Chircales. La importancia local y comarcal de la romería, así como sus valores religiosos y tradicionales festivos, han permitido su reciente declaración como Patrimonio Inmaterial de Andalucía.

## Demografía
Cuenta con una población de 3556 habitantes (INE 2024).
| Gráfica de evolución demográfica de Valdepeñas de Jaén entre 1842 y 2021 |
| |
| Población de derecho según los censos de población del INE Población de hecho según los censos de población del INEEn estos censos se denominaba Valdepeñas: 1842, 1857, 1860, 1877, 1887, 1897, 1900 y 1910 |

## Accesos
El acceso a la ciudad se efectúa fundamentalmente por la A-6050 (Jaén-Los Villares-Valdepeñas de Jaén-Castillo de Locubín).

## Economía
Este entorno tan particular y rupestre hace que abunde la actividad cinegética, proliferando la caza mayor. Gracias a su privilegiada situación geográfica entre sierras, Valdepeñas tiene gran número de bellos parajes naturales de gran belleza, abundante agua e importante número de fuentes y arroyos.
Valdepeñas de Jaén es un municipio eminentemente agrícola y ganadero, con un importante número de cabezas de cabra lechera.
La industria aceitera es prácticamente la única que existe en la localidad, puesto que el escaso terreno dedicado a la agricultura está ocupado mayoritariamente por el cultivo del olivo.

### Evolución de la deuda viva municipal
El concepto de deuda viva contempla sólo las deudas con cajas y bancos relativas a créditos financieros, valores de renta fija y préstamos o créditos transferidos a terceros, excluyéndose, por tanto, la deuda comercial.
| Gráfica de evolución de la deuda viva del Ayuntamiento de Valdepeñas de Jaén entre 2008 y 2024                |
| |
| Deuda viva del Ayuntamiento de Valdepeñas de Jaén, en miles de euros, según datos del Ministerio de Hacienda. |

## Organización político-administrativa

### Elecciones municipales
| Elecciones municipales desde 1979                      |      |      |      |      |      |      |      |      |      |      |      |      |
|                                                        | 1979 | 1983 | 1987 | 1991 | 1995 | 1999 | 2003 | 2007 | 2011 | 2015 | 2019 | 2023 |
| PSOE                                                   | 5    | 8    | 8    | 8    | 6    | 5    | 6    | 8    | 6    | 7    | 9    | 7    |
| AP/PP                                                  | -    | 1    | 4    | 3    | 5    | 4    | 1    | 1    | 2    | 3    | 2    | 4    |
| PCE/IU                                                 | 1    | 1    | 1    | 0    | 0    | 0    | 0    | 0    | 0    | 0    | -    | -    |
| UCD                                                    | 7    | -    | -    | -    | -    | -    | -    | -    | -    | -    | -    | -    |
| IND                                                    | -    | 3    | -    | 0    | -    | -    | -    | 0    | -    | -    | -    | -    |
| PA                                                     | -    | -    | -    | 0    | -    | 2    | 3    | 2    | 3    | 1    | -    | -    |
| En negrilla el partido más votado                      |      |      |      |      |      |      |      |      |      |      |      |      |
| Fuente: Datos de las elecciones municipales desde 1979 |      |      |      |      |      |      |      |      |      |      |      |      |

### Alcaldía
| Periodo   | Nombre                                                   | Partido |
| --------- | -------------------------------------------------------- | ------- |
| 1979-1983 | Manuel Madera Tello                                      | UCD     |
| 1983-1987 | Pedro Jaenes Fuentes                                     | PSOE    |
| 1987-1991 | Pedro Jaenes Fuentes                                     | PSOE    |
| 1991-1995 | Ramón Ortega Guerrero                                    | PSOE    |
| 1995-1999 | Ramón Ortega Guerrero                                    | PSOE    |
| 1999-2003 | Manuel Milla Castillo José María Rodríguez Llanera       | PA      |
| 2003-2007 | María de la Paz del Moral Milla                          | PSOE    |
| 2007-2011 | María de la Paz del Moral Milla                          | PSOE    |
| 2011-2015 | María de la Paz del Moral Milla                          | PSOE    |
| 2015-2019 | María de la Paz del Moral Milla 2017: Laura Nieto Jaenes | PSOE    |
| 2019-2023 | Laura Nieto Jaenes                                       | PSOE    |
| 2023-act. | Laura Nieto Jaenes                                       | PSOE    |

## Patrimonio histórico-artístico

### Iglesia parroquial de Santiago Apóstol (siglos XVI-XVII)

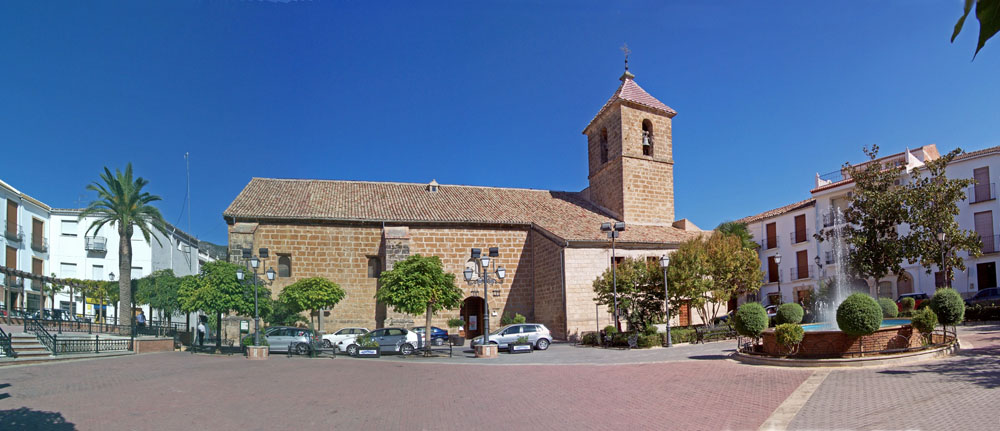
Iglesia parroquial de Santiago Apóstol y plaza de la Constitución de Valdepeñas de Jaén

Proyectada por el arquitecto y escultor Juan de Reolid en 1539, no llegó a completarse y ampliarse hasta finales del siglo XVI, gracias a la intervención de diversos canteros-arquitectos entre los que sobresale Cristóbal del Castillo. En la guerra civil española el templo sufrió daños importantes, siendo restaurado y reformado por el arquitecto Ramón Pajares Pardo en 1952. 

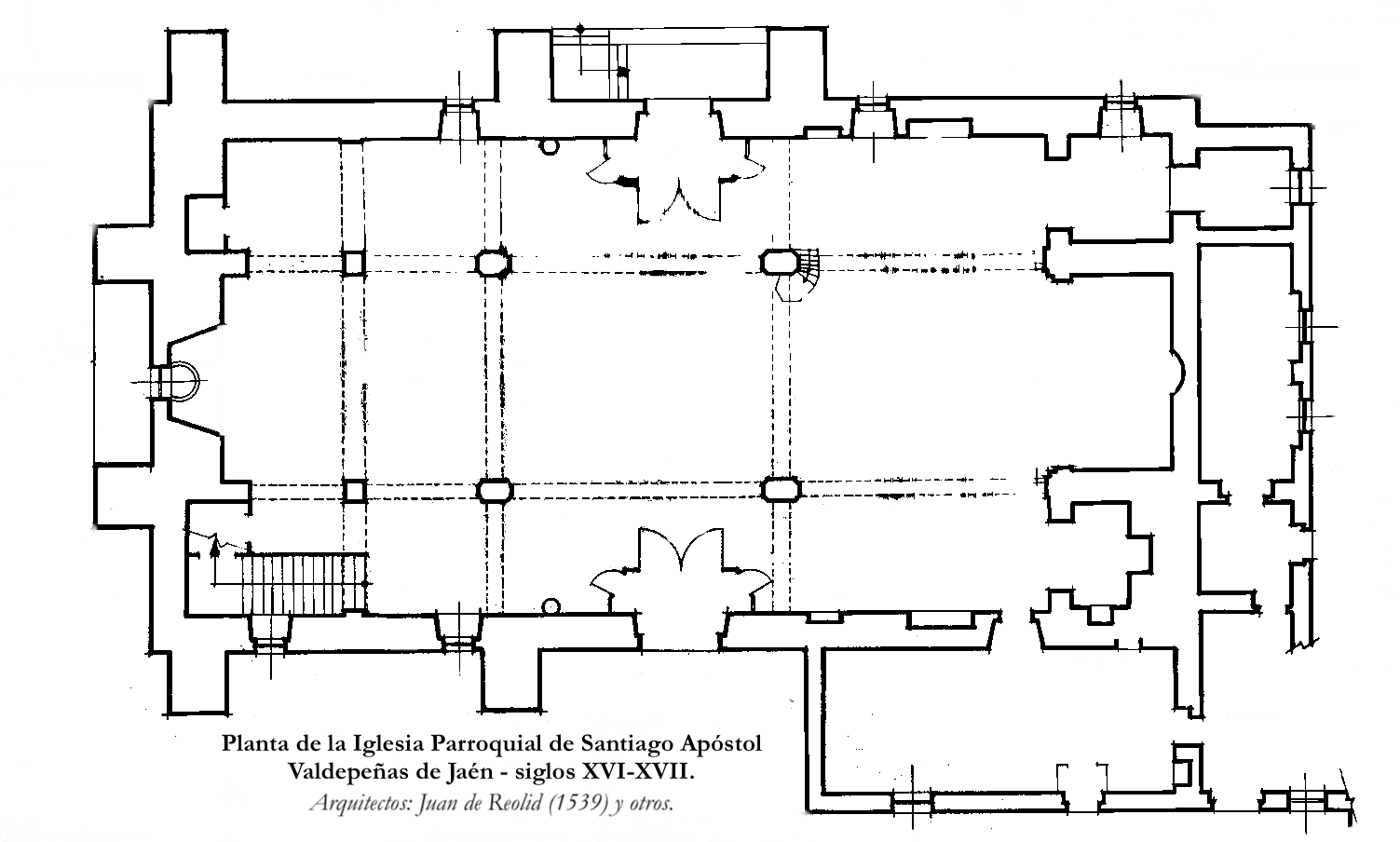
Planta de la Iglesia Parroquial de Santiago Apóstol de Valdepeñas de Jaén, siglos -. Arquitectos: Juan de Reolid (1539), Cristóbal del Castillo, Juan de Aranda Salazar y otros)

Consta de una planta de salón de tres naves, con una capilla mayor en la cabecera. Sobresalen en los lados de la cabecera dos capillas con camarines del siglo XVIII. El del lado del evangelio, de Nuestro Padre Jesús Nazareno, y el de la epístola, de Nuestra Señora del Rosario, actual capilla del Sagrado Corazón de Jesús. En 1597 se terminó el retablo de la capilla mayor, obra de Sebastián de Solís, desaparecido en la Guerra Civil. Tras el conflicto fue sustituido en 1962 por uno obra del escultor Julio Pajares Vilches y del ebanista Felipe Cobo Campos, con pinturas de Francisco Cerezo Moreno. 

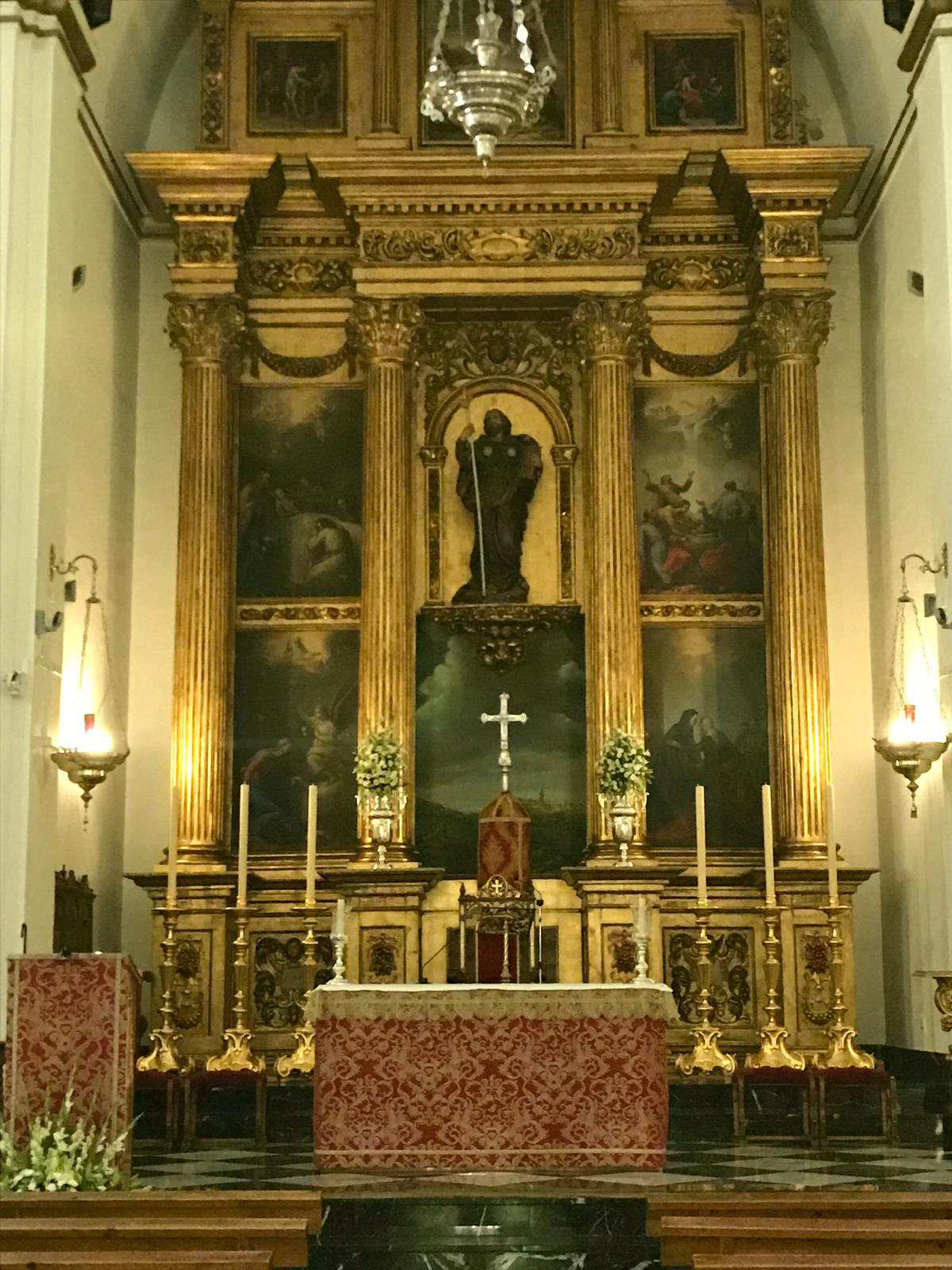
Retablo Mayor de la parroquia de Santiago Apóstol, 1962

Entre el patrimonio mueble sobresalen el archivo parroquial, una talla de San José (siglo XVIII, obra de Francisco Calvo Bustamante),las imágenes de Nuestro Padre Jesús Nazareno, y del Cristo de Medinaceli o de la Sentencia (ambas del escultor Francisco Malo Guerrero) y la de la Inmaculada Concepción (siglo XIX-XX, de Pío Mollar Franch).

### Santuario y ermitas de Chircales (sigloXVI)

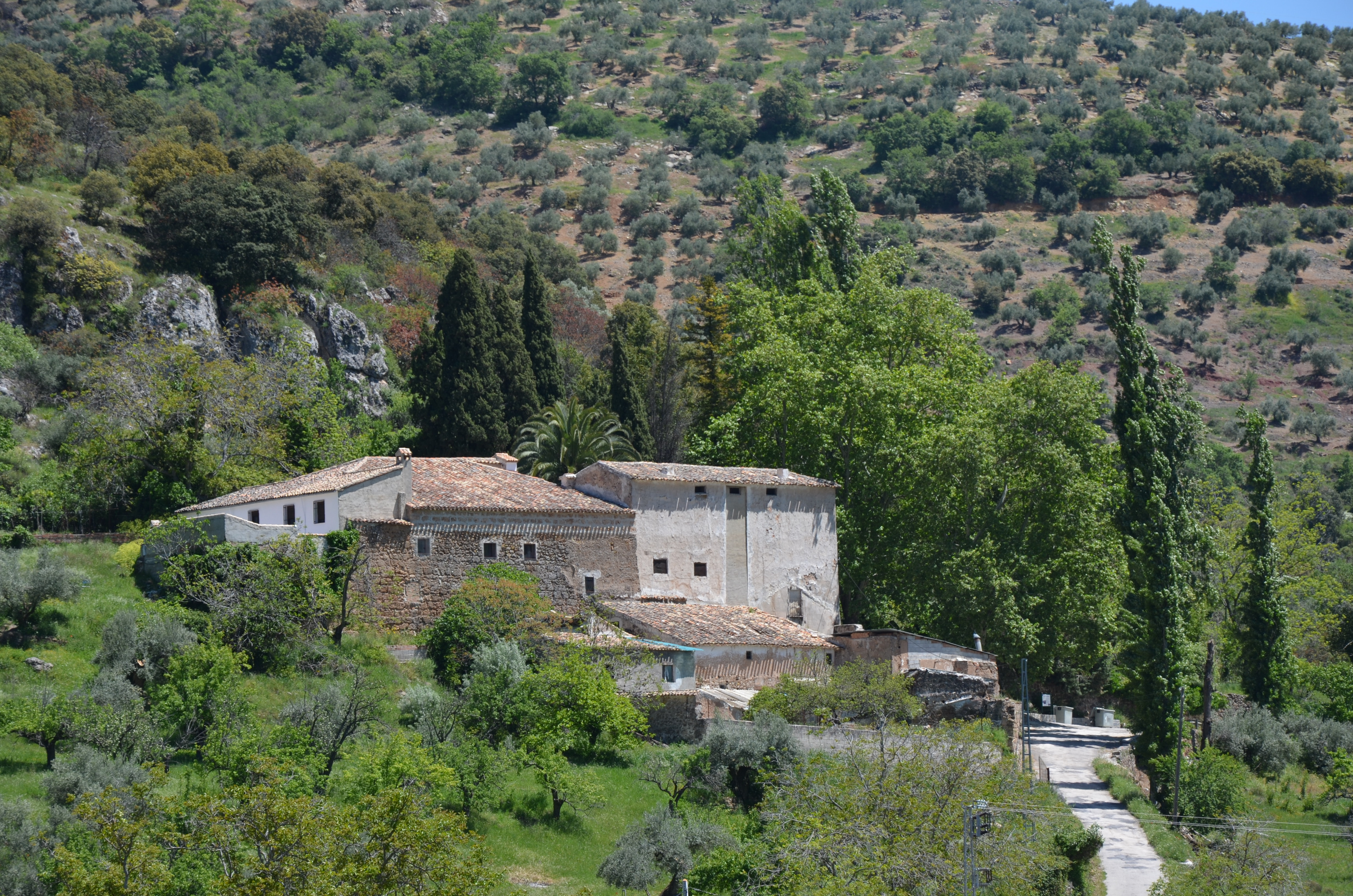
Vista general del Santuario de Chircales

El origen del santuario del Cristo de Chircales se remonta a la Edad Media. Ubicado en el paraje de Chircales, a unos kilómetros del casco urbano de Valdepeñas de Jaén, el lugar aparece citado por primera vez en el Libro de la montería de Alfonso XI de Castilla. En 1566 un vecino de Valdepeñas, Juan Ruiz Castellano, dona varias tierras para la construcción de un recogimiento de ermitaños “junto a unos villares de piedra de edificios viejos”. En el entorno de la iglesia del santuario se localizan hasta doce ermitas rupestres, de distinto tamaño e interés, siendo la mayor contigua al edificio principal.
Esa dotación dará origen a una fundación religiosa acogida a la influencia de la espiritualidad difundida por Juan de Ávila y sus discípulos formados en la Universidad de Baeza. En el eremitorio vivían seglares y religiosos ermitaños, presididos por un sacerdote como capellán y patrono de la fundación. Entre 1590 y 1609 se construyó la iglesia, que al menos desde 1606 acogía la pintura del Cristo de Chircales, que es de autor anónimo.
Desde entonces la devoción al Cristo de Chircales irá en aumento, y tras las desamortizaciones del siglo XIX, surgirán diversas cofradías, perviviendo en la actualidad dos, la de Jaén y la de Valdepeñas de Jaén.

### Molino Museo Alto de Santa Ana (1540)
Molino hidráulico de harina que comenzó a funcionar como tal en 1540, aunque tiene origen medieval. Desde 1566 quedó vinculado al Mayorazgo de los Arceo-Gamboa, que tenían el privilegio del aprovechamiento del agua para los molinos, a cambio del pago de una renta anual de setenta fanegas de trigo al Concejo de Valdepeñas. 
Restaurado al completo en 2001, y en funcionamiento, alberga un museo etnográfico y de tradiciones y costumbres populares. Acoge actividades culturales, artísticas gastronómicas, etc.

### Ermita de San Sebastián (sigloXVII-1807)

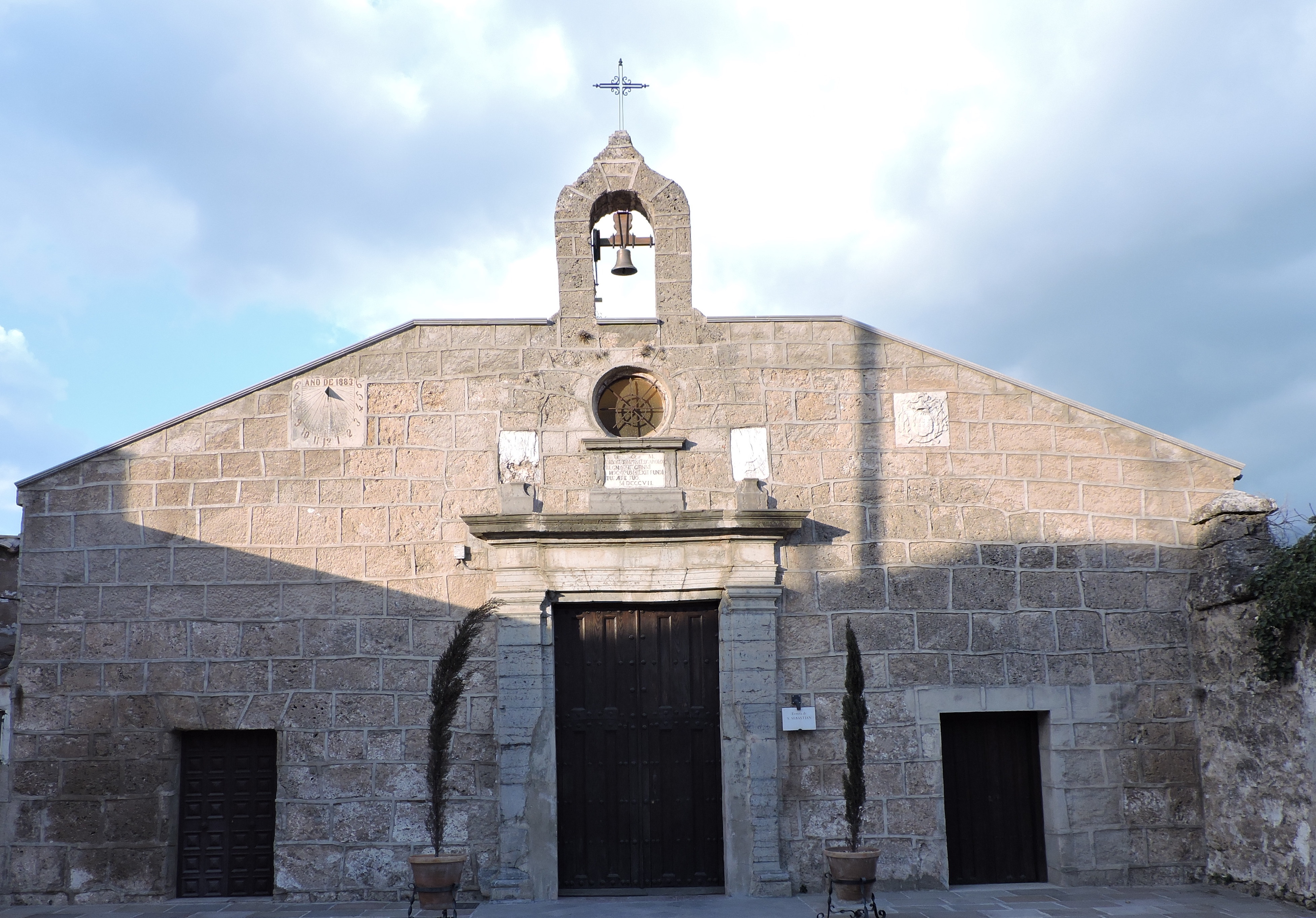
Exterior y portada de la ermita de San Sebastián, 1807

En el antiguo Ejido, junto a la salida hacia Jaén. De origen en el siglo XVII, quedó dedicada a san Sebastián, tradicional intercesor frente a las epidemias. Desde 1693, un canónigo de la catedral de Jaén natural de Valdepeñas, Juan Ibáñez de Robles instituyó en ella una memoria con la sostenerla, y para que se celebraran Misas durante la recogida del cereal en los meses estivales. 
Fue reconstruida a sus expensas por el obispo fray Diego Melo de Portugal en 1807, con un cementerio anexo, uno de los más antiguos de la provincia de Jaén.  

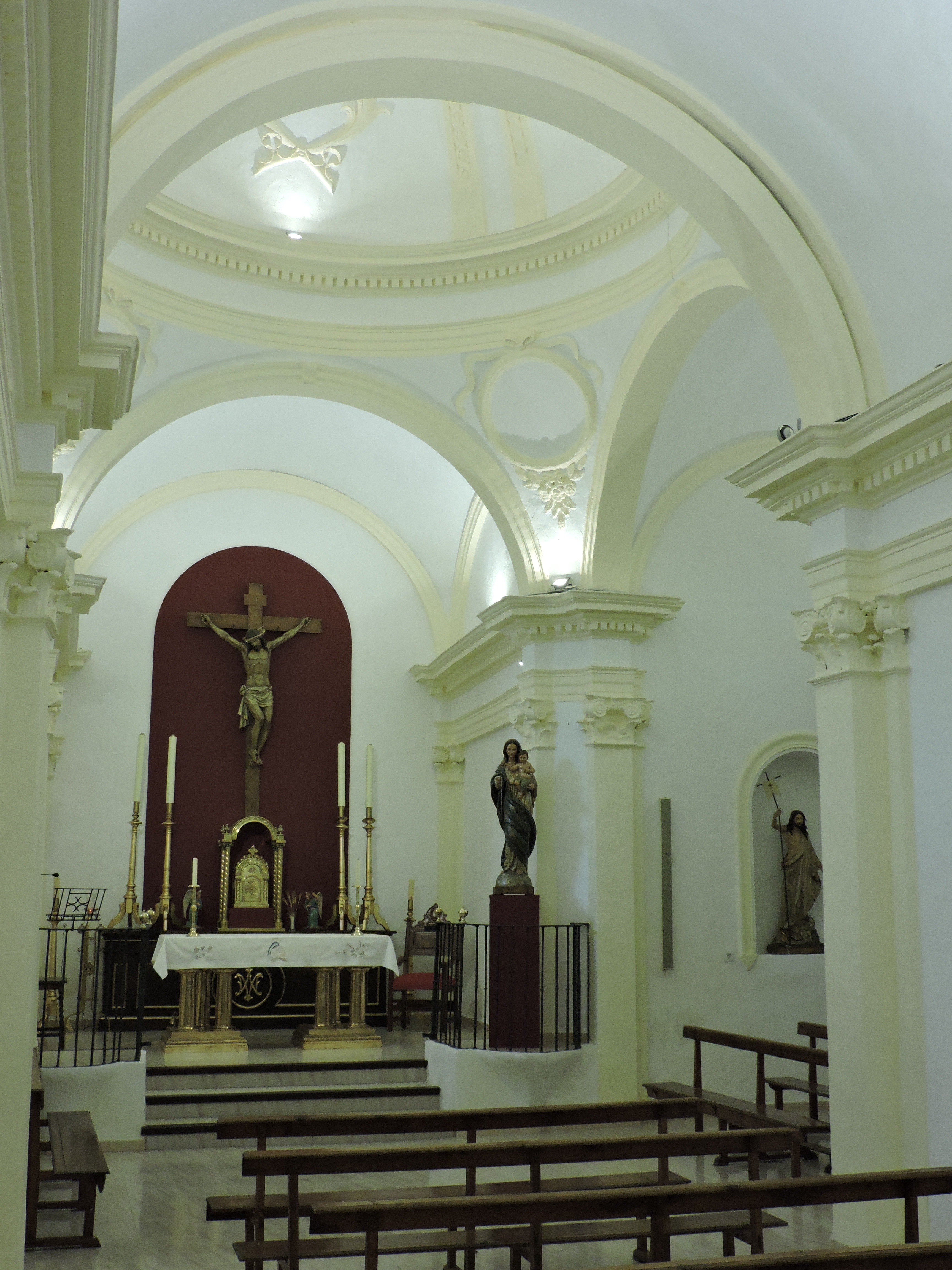
Interior de la ermita de San Sebastián

La ermita tiene planta de cruz latina. Fue diseñada por los arquitectos Gregorio Manuel López y Miguel de Landeras en estilo neoclásico, siguiendo los modelos arquitectónicos de la iglesia del Sagrario de la catedral de Jaén.

### Puente de Santa Ana (siglos XV-XVIII)

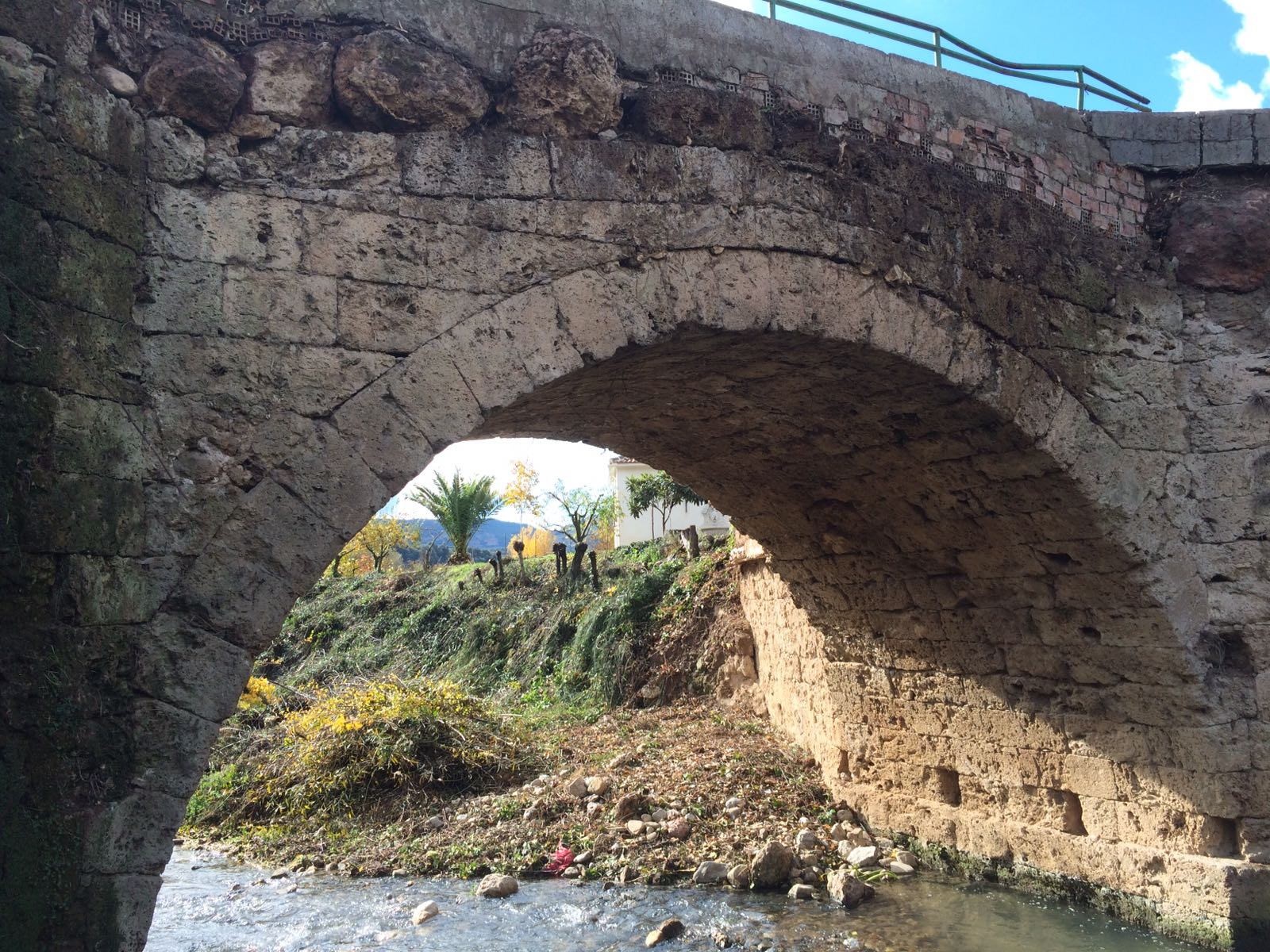
Puente de Santa Ana (siglos -)

De probable origen medieval, también llamado de la Dehesa o del Hundidero, es uno de los hitos singulares del Patrimonio de Valdepeñas de Jaén. Construido en sillares de piedra toba, procedentes de canteras locales, es un puente de un solo arco, bajo el que cruzan las aguas del río Ranera, afluente del río Víboras. Situado a escasos metros de la población. Por él transcurre el camino medieval que une Jaén con Alcalá la Real, y comunica la población con el Santuario de Chircales. La primera referencia documental al Puente aparece en las Cuentas Capitulares de 1580, tras su reparación por daños sufridos por temporales y avenidas del río. En 1751 fue de nuevo reparado, conservándose hasta la actualidad.

### Ermita de Nuestra Señora de las Angustias, del Parrizoso (sigloXVIII)
Ubicada en el paraje del Parrizoso, a la orilla del embalse del Quiebrajano. Fundada en 1721 por José Antonio de Aguilera y Arceo, interesante personaje de la historia de Valdepeñas de Jaén, hidalgo y poseedor del Mayorazgo de los Arceo-Gamboa. Dedicada a la Virgen de las Angustias, por el origen familiar del fundador. Existió en ella hasta 1936 una interesante pintura de su titular. Después de la guerra civil, en 1942, se restauró la devoción mariana al adquirirse una nueva imagen en escultura, que actualmente preside la ermita. El primer domingo de julio tiene lugar en la ermita una popular y festiva romería.

### Antiguo Palacio Episcopal (sigloXVII)
Desaparecida residencia de verano de los obispos de Jaén desde 1655 hasta la desamortización española del siglo XIX. Ocupaba una amplia manzana entre las actuales calles Real, Parras, Tercia y Obispo. Conservándose en la actualidad como último vestigio, parte de la torre y algunas dependencias, en la esquina de las calles Parras y Obispo.
El palacio tuvo su origen en la compra de unas casas por parte del obispo Don Fernando Andrade Castro para establecer en ellas un palacio residencial de verano. 

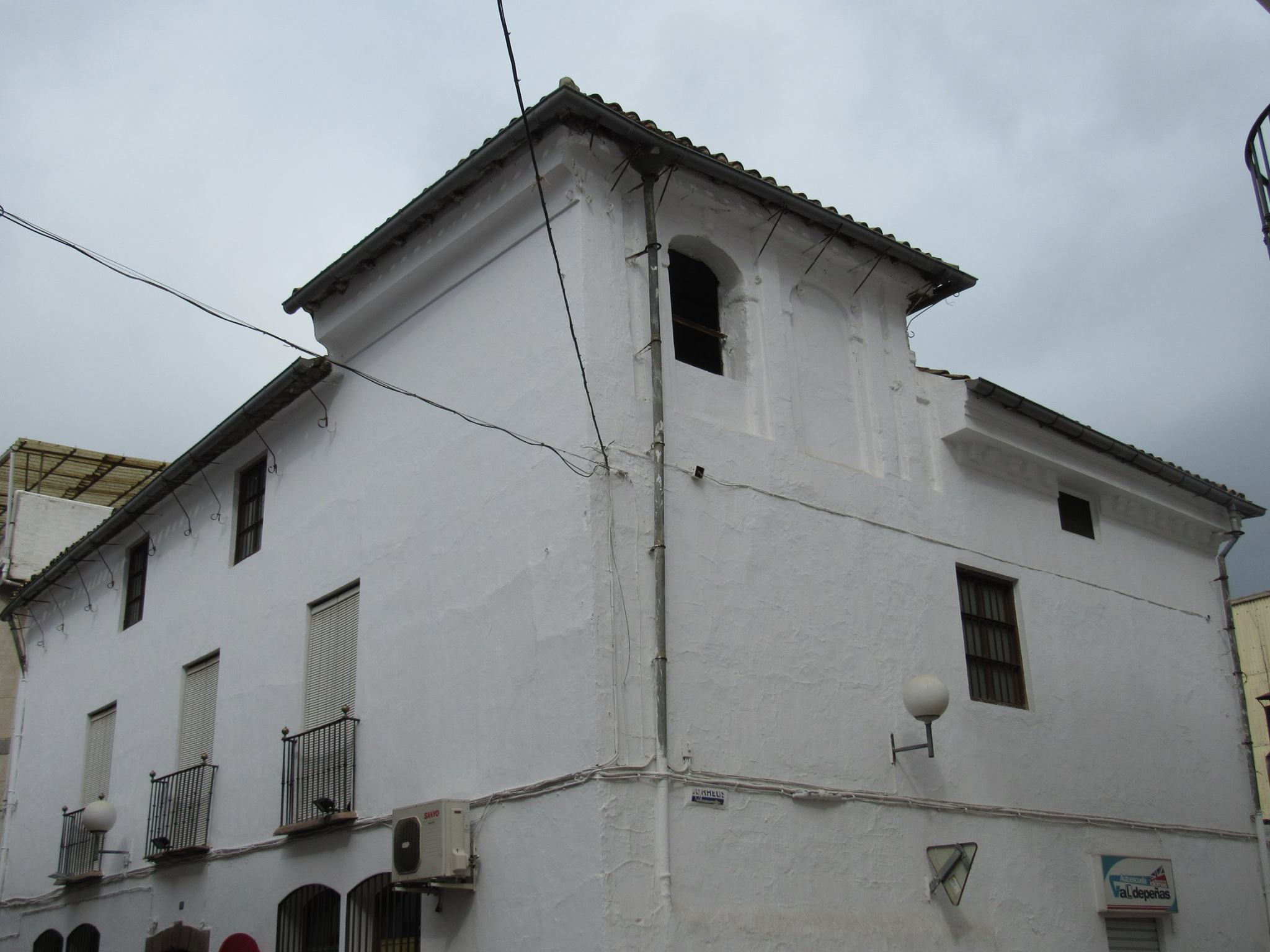
Antiguo palacio episcopal, 1657

En 1657 el palacio fue reformado por el arquitecto Eufrasio López de Rojas. Poco antes de su muerte en 1664, el obispo Andrade hizo donación a la diócesis de Jaén del palacio, que ocuparon estivalmente los obispos hasta 1836. En el palacio residió hasta su muerte en 1816 el obispo fray Diego Melo de Portugal.

### Casa de la Compañía de Jesús (sigloXVII)

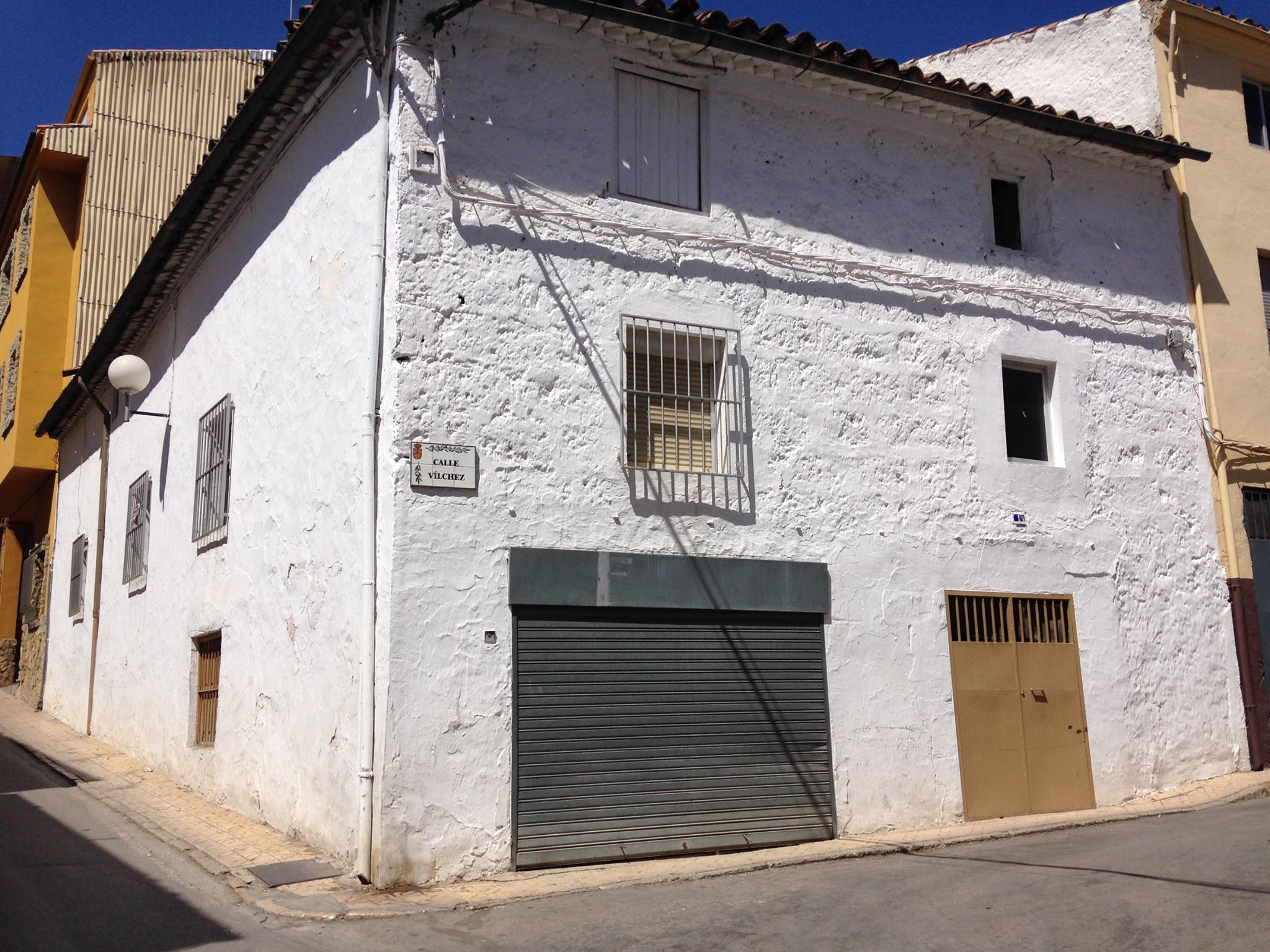
Antigua Casa de la Compañía de Jesús en Valdepeñas de Jaén

Casa tradicional con origen en el siglo XVII. Ubicada en la esquina de las calles Obispo y Vilches. La casa fue donada a los jesuitas del colegio de San Eufrasio de Jaén en 1668, por Don Bernardo de Ortega y Gámez. Conserva una interesante bodega vitivinícola.

## Deportes

### Ciclismo
Valdepeñas de Jaén ha sido en tres ocasiones final de etapa en la Vuelta a España. Se trata de una llegada muy dura, con un kilómetro final con rampas que llegan a alcanzar el 23% de desnivel.
Los ganadores de las etapas y los corredores que salieron líderes de la carrera en Valdepeñas de Jaén fueron:
| Año  | Etapa | Comienzo de la etapa | Distancia (km) | Ganador de la etapa | Líder de la general |
| ---- | ----- | -------------------- | -------------- | ------------------- | ------------------- |
| 2010 | 4.ª   | Málaga               | 183,8          | Igor Antón          | Philippe Gilbert    |
| 2011 | 5.ª   | Sierra Nevada        | 187            | Joaquim Rodríguez   | Sylvain Chavanel    |
| 2013 | 9.ª   | Antequera            | 163,7          | Dani Moreno         | Dani Moreno         |

## Hermanamiento
- Fondón (España). En 1572 varios vecinos de Valdepeñas de Jaén y sus familias se desplazaron hasta la Alpujarra con el objeto de repoblar la zona tras la Guerra de las Alpujarras. La mayoría de los nuevos vecinos de la población fueron procedentes de Valdepeñas de Jaén. En el año 2002 los ayuntamientos de ambas localidades suscribieron un acuerdo de hermanamiento.[21]